# Hakim Malek
Pour les articles homonymes, voir Malek.
Hakim Malek, né le 4 avril 1972 à Rognac, est un footballeur franco-algérien, reconverti en entraîneur. 

## Biographie

### Carrière de joueur

#### Débuts et formation
Natif de Berre dans les Bouches-du-Rhône, Hakim Malek grandit Berre l’Étang . Il s'intéresse d'abord au judo et ne pratique le football qu'à partir de l'âge de 16 ans. Supporter de l'Olympique de Marseille, il initie sa carrière en tant que milieu défensif à l'ES Vitrolles à 17 ans. C'est là qu'il rencontre Christian Dalger qu'il considère comme son mentor. Après avoir remporté le titre de champion de Promotion d'Honneur B, il s'envole en direction du centre de formation de La Berrichonne de Châteauroux puis celui du Paris Saint-Germain en 1994 où il côtoie notamment Jérôme Leroy en équipe réserve.

#### ES Vitrolles (1995-1997)
Non conservé au sein du centre de formation du PSG, il retourne à Vitrolles où il participe à l'accession du club en troisième division. Lors de la saison 1996-1997, l'ES Vitrolles élimine le FC Nantes en Coupe de France.

#### Sporting Toulon Var (1997-1998)
En 1997, il signe un contrat de quatre ans avec les Jaunes et Or de Toulon sous les ordres d'Albert Emon. Il dispute 36 rencontres avec le Sporting Toulon Var dont 32 matchs de Division 2.

#### FC Martigues (1998-1999)
À la suite du dépôt de bilan du Sporting Toulon Var, alors qu'il est proche de s'engager en faveur de l'En Avant Guingamp, il signe finalement au FC Martigues en 1998. Le club évolue alors en National avec Barket Bekrar ou encore le buteur Jacques Rémy. À l'issue de cette saison, le club accède à la Division 2.

#### ES Vitrolles (1999-2001)
En 1999, il effectue son retour à Vitrolles sur les bords de l'étang de Berre où il retrouve à nouveau Christian Dalger.

### Carrière d'entraîneur

#### Marseille Consolat (2003-2007)
Après son passage à Vitrolles, il se consacre durant une année à passer tous les différents diplômes d'entraîneurs. Il effectue notamment deux stages avec l'Olympique lyonnais, sous la direction de José Broissart, ancien footballeur et formateur au club lyonnais. À l'âge de 30 ans, il commence sa carrière d'entraîneur en étant entraineur-joueur du GS Consolat durant six mois en Division d'Honneur avant de raccrocher définitivement les crampons. En 2006, il remporte le championnat de Division d’Honneur avec Marseille Consolat, ce qui permet au club marseillais d’accéder au championnat de CFA2.

#### AJ Bosquet-Néréides (2008-2010)
En 2008, il signe en faveur de l'AJ Bosquet-Néréides, club des quartiers de Marseille qui évoluait la saison précédente en Division d'Honneur mais qui a été rétrogradé en Promotion d'Honneur A à la suite de violents incidents lors de la réception du Racing Club de Grasse. Avec l'AJBN, Hakim Malek remporte à la fois le championnat de Promotion d'Honneur A mais aussi la Coupe de Provence. C’est sous ses ordres que se révèle l’attaquant franco-algérien Nabil Ghilas, qui devient meilleur buteur du club. La saison suivante, le club marseillais se classe à la cinquième place du classement de Division d'Honneur Régionale.

#### MC El Eulma (2010-2011)

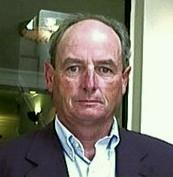
Hakim Malek considère Christian Dalger comme son père spirituel.

Après avoir refusé une offre venant de Robert Nouzaret pour former des entraineurs en Afrique du Sud, il s’engage avec le MC El Eulma en D1 algérienne.

#### FC Saint-Marcel Marseille (2011-2012)
En août 2011, il retourne à Saint-Marcel en Promotion d'Honneur B.

#### Marseille Consolat (2012-2013)
En janvier 2012, il effectue son retour sur le banc de Consolat en CFA.

#### US Le Pontet (2013-2014)
En juin 2013, il s'engage avec l'US Le Pontet en CFA.

#### Nîmes Olympique (2014-2015)
En 2014, il devient l’un des entraineurs adjoints de José Pasqualetti au Nîmes Olympique en Ligue 2.

#### Mouloudia Club d'Alger (2017-2018)

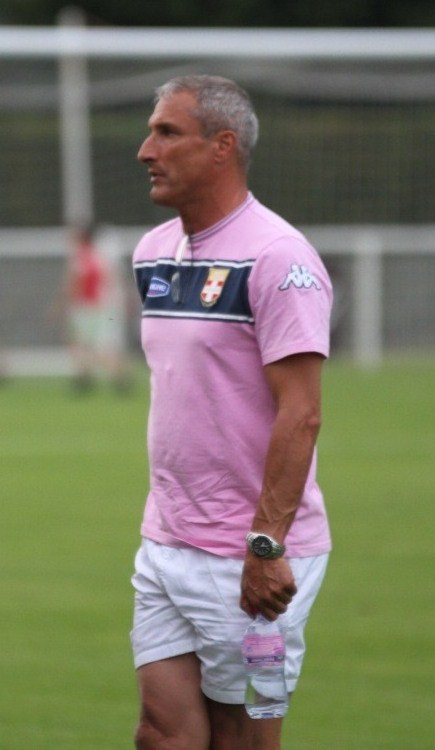
En 2017, Bernard Casoni fait appel à Hakim Malek pour devenir son adjoint au Mouloudia d'Alger.

En 2017, il devient l'entraîneur adjoint de Bernard Casoni au Mouloudia Club d'Alger en compagnie de Rafik Saïfi. Au Mouloudia, il participe à la Ligue des champions de la CAF et atteint les demi-finales de la Coupe arabe des clubs champions.

#### Al-Khor (2018-2019)
En 2018, il suit Bernard Casoni et devient à nouveau son assistant durant une saison.

#### Mouloudia Club d'Alger (2019)
En juillet 2019, il revient pour une pige de quelques mois au MC Alger en tant qu'adjoint de Casoni.

#### Paradou AC (2020-2021)
En 2020, il retrouve le championnat algérien et s’engage avec le Paradou AC en D1 algérienne.

#### Hyères FC (2021-2022)
En 2021, il succède à Lilian Compan sur le banc hyérois. Il parvient à assurer le maintien du club en National 2.

#### Olympique d’Alès (2022-2025)
Après une période sabbatique, il s'engage en faveur de l'OAC en novembre 2022. Il retrouve Jean-Marie Pasqualetti, directeur sportif de l'OAC et fils de José Pasqualetti avec qui il a collaboré lors de son passage au Nîmes Olympique. 
En mai 2023, il obtient son Brevet d'Entraîneur Professionnel de Football (BEPF) comme son homologue du Paris FC Stéphane Gilli, grâce à une validation des acquis de l’expérience.
En Coupe de France, lors de la saison 2023-2024, il réussit l’exploit d’éliminer le FC Martigues, pensionnaire de National, avec l’Olympique d’Alès évoluant en National 3. Il quitte le club cévennol en janvier 2025. Au cours de son mandat à l'OAC, il refuse des approches de clubs algériens, saoudiens et d'un club de National en raison de son « engagement moral et sportif » auprès de l'Olympique d'Alès.

#### FC Martigues (2025-)
Le 20 janvier 2025, il effectue son retour au FC Martigues en Ligue 2, cette fois-ci en qualité d'entraîneur,.
Pour sa première sur le banc martégal, le FC Martigues s’impose 3-0 à domicile face à Amiens.

## Palmarès
- Champion de Division d'Honneur Méditerranée en 2006
- Vainqueur de la Coupe de Provence en 2009
- Champion de Promotion d'Honneur A en 2009